# Гадкий городишко
Гадкий городишко (англ. The Vile Village) — новелла Дэниела Хэндлера, седьмая из тринадцати книг серии «33 несчастья».

## Сюжет
После того, как Олафу вновь удалось ускользнуть с похищенными тройняшками Квегмайрами - Айседорой и Дунканом - Бодлеры оказываются в городе Г.П.В. Сначала они считают, что это как-то связано с тайной, которую Квегмайеры не успели им сказать, но выясняется, что это лишь совпадение - они попали в Город Почитателей Ворон, место, где царят глупые законы и за малейшее нарушение человеку грозит смертная казнь, а по всему городу свободно летает огромное количество ворон - им даже поставили памятник, фонтан в виде огромной вороны.
Тем временем, под гигантским дубом, недалеко от того места, где живут Бодлеры, дети находят странные записки в виде двустиший, написанных Айседорой. Они понимают, что тройняшки где-то в городе, но как они смогут найти друзей и спастись от Графа Олафа, оказавшегося вместе с Эсме Скволор и своими приспешниками в Г.П.В.?

## Стихотворение Айседоры
| По-английски: For sapphires we are held in here, Only you can end our fear. Until dawn comes we cannot speak, No words can come from this sad beak. The first thing you read contains the clue, An initial way to speak to you. Inside these letters the eye will see, Nearby are your friends and V.F.D. | Перевод Натальи Рахмановой: Фамильные камни - причина ужасного плена. Однако друзья нас найдут и спасут непременно. Невольно молчим мы и ждём, чтоб рассвет наступил. Тоскливый безмолвствует клюв в ожидании крыл. А если хотите быстрей нас избавить от бед, Найдите в начальных словах долгожданный ответ. Среди этих слов - напрягите внимательный глаз - Секрет Г.П.В. и друзья ваши близко от вас. |